# Хокенсон, Ти Джей
Томас Джеймс Хокенсон (англ. Thomas James Hockenson, 3 июля 1997, Чаритон, Айова) — профессиональный американский футболист, тайт-энд клуба НФЛ «Детройт Лайонс». Участник Пробоула в сезоне 2020 года. На студенческом уровне выступал за команду университета Айовы. Лучший тайт-энд NCAA 2018 года.

## Биография
Томас Хокенсон родился 3 июля 1997 года в Чаритоне в штате Айова. Во время учёбы в старшей школе Чаритона он играл за её футбольную команду на позициях тайт-энда и ди-бэка, был её капитаном, установил несколько рекордов. В выпускной год он был включён в сборную звёзд штата. После окончания школы Хокенсон поступил в Айовский университет.

### Любительская карьера
Сезон 2016 года Хокенсон провёл в статусе освобождённого игрока, тренируясь с командой, но не играя в официальных матчах. В турнире NCAA он дебютировал в 2017 году, набрал на приёме 320 ярдов с тремя тачдаунами. В сезоне 2018 года он с 760 ярдами на приёме стал самым результативным игроком команды. По его итогам Хокенсон получил две награды лучшему тайт-энду студенческого футбола и приз лучшему на этой позиции в конференции Big Ten. Он был включён в сборную звёзд сезона по версии USA Today.

#### Статистика выступлений в NCAA
| Сезон | Команда      | Игры | Приём | Приём | Приём | Приём | Вынос | Вынос | Вынос | Вынос |
| Сезон | Команда      | Игры | Rec   | Yds   | Y/A   | TD    | Att   | Yds   | Y/A   | TD    |
| ----- | ------------ | ---- | ----- | ----- | ----- | ----- | ----- | ----- | ----- | ----- |
| 2016  | Айова Хокайс | 0    | 0     | 0     | 0,0   | 0     | 0     | 0     | 0,0   | 0     |
| 2017  | Айова Хокайс | 10   | 24    | 320   | 13,3  | 3     | 0     | 0     | 0,0   | 0     |
| 2018  | Айова Хокайс | 13   | 49    | 760   | 15,5  | 6     | 1     | 4     | 4,0   | 1     |
| Всего | Всего        | 23   | 73    | 1 080 | 14,8  | 9     | 1     | 4     | 4,0   | 1     |

### Профессиональная карьера
Перед драфтом НФЛ 2019 года аналитик сайта CBS Райан Уилсон называл Хокенсона лучшим молодым тайт-эндом, сравнивая его со звёздами лиги Тревисом Келси и Робом Гронковски. Сильными сторонами игрока он называл работу ног при блокировании, высокий уровень атлетизма, понимание игры и навыки ловли мяча. Ярко выраженных слабых мест Уилсон у него не нашёл, но отметил не слишком высокую для тайт-энда скорость. Среди команд, которые могли быть заинтересованы в выборе Хокенсона, он называл «Джэксонвилл Джагуарс», «Детройт Лайонс», «Грин-Бэй Пэкерс» и «Окленд Рэйдерс». Мэтт Миллер из Bleacher Report отмечал высокую результативность игрока, его универсальность, способность работать на любых маршрутах. К минусам он относил чрезмерную агрессивность и недостаток мышечной массы. Миллер прогнозировал Хокенсону выбор в числе первых пятнадцати игроков.
На драфте Хокенсон был выбран «Детройтом» под общим восьмым номером. Девятого мая 2019 года он подписал с клубом контракт на четыре года с возможностью продления на пятый, общая сумма соглашения составила 19,8 млн долларов. За место в составе команды он конкурировал с пришедшими незадолго до драфта ветеранами Джесси Джеймсом и Логаном Томасом. В своём первом матче в НФЛ Хокенсон побил рекорд для новичков на своей позиции, набрав на приёме 131 ярд и сделав один тачдаун. В дальнейшем он играл не так результативно. Тренерский штаб команды чаще использовал его в роли слот-ресивера, где Хокенсон испытывал проблемы с уходом из прикрытия. В двенадцати играх регулярного чемпионата он поймал всего 54 % передач, сделанных в его направлении, хотя допустил только две ошибки. На результативность Хокенсона повлияли незначительная роль тайт-эндов в пасовом нападении «Лайонс» в целом, проблемы с квотербеком, полученные им сотрясение мозга и травма голеностопа. 
В 2020 году Хокенсон улучшил свою игру на маршрутах, став основным тайт-эндом «Детройта» и главной целью для передач квотербека Мэттью Стаффорда. В регулярном чемпионате он сделал 67 приёмов мяча на 723 ярда, по обоим показателям войдя в число лучших тайт-эндов НФЛ. По итогам голосования болельщиков он вошёл в число участников Пробоула.

#### Статистика выступлений в НФЛ

##### Регулярный чемпионат
| Сезон | Команда        | Игры | Приём | Приём | Приём | Приём | Вынос | Вынос | Вынос | Вынос |
| Сезон | Команда        | Игры | Rec   | Yds   | Y/A   | TD    | Att   | Yds   | Y/A   | TD    |
| ----- | -------------- | ---- | ----- | ----- | ----- | ----- | ----- | ----- | ----- | ----- |
| 2019  | Детройт Лайонс | 12   | 32    | 367   | 11,5  | 2     | 0     | 0     | 0,0   | 0     |
| 2020  | Детройт Лайонс | 16   | 67    | 723   | 10,8  | 6     | 1     | 0     | 0,0   | 0     |
| Всего | Всего          | 47   | 99    | 1 090 | 11,0  | 8     | 1     | 0     | 0,0   | 0     |